# Цзин-ди (Северная Чжоу)
Цзин-ди ((北)周靜帝) (573—581), личное имя Юйвэнь Янь (宇文衍), сменил на Юйвэнь Чань (宇文闡) — император Северной Чжоу, был последним императором Китайской/Сяньбийской династии Северная Чжоу. В шесть лет он стал императором, когда его отец Сюань-ди (Северная Чжоу) формально передал ему престол, но оставил власть за собой. После смерти отца в 580, чиновник Ян Цзянь, отец жены Сюань-ди, взял власть как регент. Ян разбил генерала Вэйчи Цзюна, который противился ему, и в 581 уговорил юного императора передать трон ему и установил династию Суй . Ян приказал убить императора и многих Юйвэней.

## Семья
- Отец
  - Сюань-ди (Северная Чжоу)
- Мать
  - Императрица Чжу Маньюэ, наложница Сюань-ди
- Жена
  - Императрица Сыма Линцзи (с 579, по 580)